# 창의적 체험활동
창의적 체험활동(創意的體驗活動, 영어: extracurricular activities)은 국가 수준의 초·중등(초등학교, 중학교, 고등학교) 교육과정에서 교과 이외의 활동을 말한다. 2015 개정 교육과정에 따르면, 창의적 체험활동은 자율활동, 동아리활동, 봉사활동, 진로활동의 4개 영역으로 구성되어 있다. 영역별 활동 체계는 다음 표와 같다. 
| 영역       | 활동                                                              |
| ---------- | ----------------------------------------------------------------- |
| 자율활동   | - 자치·적응활동 - 창의주제활동 등                                 |
| 동아리활동 | - 예술·체육활동 - 학술문화활동 - 실습노작활동 - 청소년단체활동 등 |
| 봉사활동   | - 이웃돕기활동 - 환경보호활동 - 캠페인활동 등                     |
| 진로활동   | - 자기이해활동 - 진로탐색활동 - 진로설계활동 등                   |